# Sobe (sura)
Sobe (arabsko Al-Hujurat) je 49. sura (poglavje) v Koranu, ki jo sestavlja 18 ajatov (verzov). Je medinska sura.
Med opravljanjem molitve (salata oz. namaza) pri tej suri verniki opravijo 2 ruku'jev (priklona).